# Mastododera tibialis
Mastododera tibialis là một loài bọ cánh cứng trong họ Cerambycidae.